# Heptanoato de metila
Heptanoato de metila é o composto orgãnico, o éster do ácido heptanoico do metanol, de fórmula CH3(CH2)5COOCH3 utilizado como um aroma na indústria de alimentos e de perfumaria.